# Rise Against
Rise Against je melodic hardcore hudební skupina z Chicaga, Illinois, založená v roce 1999. V současnosti jsou jejími členy Tim McIlrath (hlavní vokály, rytmická kytara), Joe Principe (basová kytara, vedlejší vokály), Brandon Barnes (bicí) a Zach Blair (hlavní kytara, vedlejší vokály).
Skupina bývá označována jako politická až radikální, ačkoli se tomuto označení velmi brání. Jejich texty se totiž často zabývají politickou a sociální tematikou a samotní členové se aktivně zapojují do různých akcí a protestů. Také jsou všichni vegetariáni, straight edge (kromě Brandona), zasazují se o práva zvířat a všichni aktivně podporují hnutí PETA.

## Historie

### Nezávislé roky (1999-2003)
Rise Against se poprvé poskládali pod názvem Transistor Revolt v roce 1999, z bývalých členů kapel 88 Fingers Louie a Baxter.. Členy v té době byli Tim McIlrath, Joe Principe, Mr. Precision a Toni Tintari. Ačkoli v tomto složení nikdy nevystupovali živě, nahráli a sami produkovali demo EP s názvem Transistor Revolt z roku 2000. Tintari krátce poté z kapely odešel a byl nahrazen Danem Lumleym, kterého zakrátko nahradil Brandon Barnes.
Skupina si v roce 2001 změnila jméno na „Rise Against“, podepsala smlouvu s Fat Wreck Chords a vydala své první album The Unraveling., produkované Massem Giorginim. Po vydání Mr. Precision kapelu opustil a nahradil ho Todd Mohney z The Killing Tree.
Po turné spojené s The Unraveling se kapela v prosinci 2002 vrátila do studia, aby nahrála své druhé album Revolutions per Minute, produkované Billem Stevensonem a Jasonem Livermorem v The Blasting Room a vydané v roce 2003. Potom se vrátili na turné, kde hráli songy už ze dvou desek a dělali předskokany pro Sick of It All, NOFX, Agnostic Front, No Use for a Name, AFI a Strung Out. Také se zapojili do Warped Tour.
20. dubna 2017 kapela zveřejnila jejich novou píseň s názvem "The Violence" a i s ním kapela oznámila nové album s názvem Wolves, které bylo vydáno 9. června téhož roku.
V roce 2018 vydala kapela album Ghost Note Symphonies, akustické verze starších písní. 

## Personální složení
Současnými členy kapely jsou:
- Tim McIlrath - zpěv, kytara
- Joe Principe - basová kytara
- Zach Blair - kytara
- Brandon Barnes - bicí

## Diskografie
- The Unraveling - 24. dubna 2001
- Revolutions Per Minute - 8. března 2003
- Siren Song of the Counter Culture - 10. srpna 2004
- The Sufferer & the Witness - 4. července 2006
- Appeal To Reason - 7. říjen 2008
- Endgame - 15. březen 2011
- The Black Market - 15. červenec 2014
- Wolves – 2017
- Nowhere Generation – 2021